# 권대봉
권대봉(權大鳳, 1952년~2022년 6월 29일)은 대한민국의 교육학자이다.
미국 미시간주립대학교 교육행정학과 조교수로 근무했다. 동 대학교 국제전문인과정 (VIPP: Visiting International Professional Program) 제1대 Director로 근무했다.
1995년 3월 1일부터 2018년 2월까지 고려대학교 교육학과 교수로 재직했고, 교육대학원 원장과 사범대학 학장을 역임했으며, 2018년 3월부터 고려대학교 명예교수이다.
2008년 9월부터 2011년 9월까지 국무총리실 제5대 한국직업능력연구원(KRIVET)원장을 지냈다. 2020년 1월부터  2021년 8월까지 인천재능대학교 제16대 총장, 2021년 9월 1일부터 2022년 6월 29일까지 중부대학교 제10대 총장으로 일했다.

## 학력
- 안동초등학교 졸업
- 안동중학교 졸업
- 대광고등학교 졸업
- 고려대학교 교육학과 문학사(BA)
- 미국 미시간주립대학교 대학원 교육행정학과 성인계속교육전공 문학석사(MA)
- 미국 미시간주립대학교 대학원 교육행정학과 성인계속교육전공 철학박사(Ph.D.)

## 경력
- 2021.9.~2022.6.29 중부대학교 제10대 총장
- 2021.1.~2022.6 한국인력개발학회 명예회장
- 2020.1.-2021.9.인천재능대학교 제16대 총장
- 2019    대한민국 평생학습대상 심사위원장
- 2018~2022 고려대학교 사범대학 교육학과 명예교수
- 2017  Skills for Employment Investment Program- Btma-SEIP   International Policy Advisor
- 2017  대한민국 인재상 중앙심사위원장
- 2013  세계은행 (The World Bank) 컨설턴트
- 2013  한국지역인적자원개발학회 제2대 회장
- 2008  국무총리산하 한국직업능력개발원 (KRIVET) 제5대 원장
- 2006  캐나다 The University of British Columbia, Visiting Professor
- 2005  고려대학교 사범대학 제14대 학장 (교육대학원 원장 겸임)
- 2004  한국평생교육학회 제23대 회장
- 2004  고려대학교 교육대학원 제19대 원장
- 2003  서울평생교육연합 창립회장
- 2002  고려대학교 평생교육원 제5대 원장
- 2002  교육인적자원부 주요업무평가위원회 위원장
- 2002  노동부 직업능력개발전문위원회 위원
- 1998  한국인력개발학회 창립회장
- 1995  고려대학교 사범대학 교육학과
- 1993  국민대학교 교양과정부
- 1991  Michigan State University International Studies & Programs   Founding Director of the Visiting International Professional Program
- 1990  Michigan State University College of Education  Assistant Professor of Educational Administration and Evaluator for the Kellogg                 Leadership & Local Government Education Project

## 기타

### 상훈
- 2013 대한민국 녹조근정훈장
- 2015 세계은행 FY15 VPU Team Award

### 저서
- 1998 글로벌 인재의 조건
- 2014 일자리와 교육리더십(共)
- 2017 평생교육의 세 가지 지평 (共)
- 2018 교육대통령 말은 쉽지만
- 2018 청와대의 격

### 번역서
- 2005 지키지 못한 약속 -교육복지정책 실패의 정치경제학적 분석(共)

### 논문
- 2020 류성룡의 교육적 배경과 자기주도적 평생학습, 2020, 서애연구 창간호

## 가족 관계
- 배우자: 곽삼근
  - 자녀: 권민성, 권민아, 권민영

## 참고 자료
- 참고 자료1 보관됨 2020-04-13 - 웨이백 머신
- 참고 자료2
- 참고 자료3
- 참고 자료4
- 참고 자료5
- 참고 자료6

| 전임 이원덕 | 제5대 한국직업능력개발원 원장 2008년 9월 3일 ~ 2011년 9월 2일 | 후임 박영범 |